# Црквине у селу Мислођин
Црквине у селу Мислођин представљају археолошко налазиште цркве из 15. века, која се на падини према Бачевачком потоку и који су испитани и конзервирани. Црква је зидана од опеке са дебелим фугама малтера, чији су зидови наоса само су делимично очувани, док је олтарска апсида потпуно уништена. У левој конхи и западном зиду припрате живопис је фрагментарно очуван.

## Предање и историјски извори
Према народном предању, цркву је подигао краљ Драгутин. Међутим, по основи и материјалу од којег је грађена, црква се не може датовати у 13. век, већ као скромна сеоска црквица припада каснијем периоду.
У историјским изворима црква се помиње у 16. веку. У тадашњем попису царских хасова у београдској нахији из 1560. године налази се манастир Христофор код села Барича. У то време османлијски освајачи су похарали и запалили ову светињу, побивши монашко братство.

## Археолошка ископавања
Од 1966. године, после ископавања Музеја града Београда, претпоставља се да је црква подигнута у 15. веку, за време деспота Стефана Лазаревића, а обновљена у другој половини 16. века. По триконхалном решењу основе цркве, манастир Светог Христофора везује се за групу споменика моравске школе у централној Србији.

## Црквине данас
Изнад темеља је крајем 2014. године подигнута манастирска црква посвећена Светом Христофору, тако да су они остали видљиви кроз застакљен прозор на поду новог храма, а могуће је са спољне стране ући у крипту. У крипти се налазе у два кивота (сандука) у коме су скупљене кости, највероватније пострадалих монаха, које су пронађени при подизању нове цркве.